# Barry Sumpter
Barry Sumpter (nacido el 11 de noviembre de 1965 en Brooklyn, Illinois) es un exjugador de baloncesto estadounidense que jugó un partido en la NBA, desarrollando el resto de su carrera en la CBA. Con 2,11 metros de estatura, lo hacía en la posición de ala-pívot.

## Trayectoria deportiva

### Universidad
Tras haber disputado en 1983 el prestigioso McDonald's All-American Game, jugó durante dos temporadas con los Cardinals de la Universidad de Louisville, siendo transferido posteriormente a los Governors de la Universidad Austin Peay, donde jugó un año más, en el que promedió 15,3 puntos, 9,5 rebotes y 1,5 tapones por partido. En esa última temporada fie incluido en el segundo mejor quinteto de la Ohio Valley Conference.

### Profesional
Fue elegido en la quincuagésimo sexta posición del Draft de la NBA de 1988  por San Antonio Spurs, quienes lo despidieron antes del comienzo de la temporada. Fichó entonces por los Quad City Thunder de la CBA, con los que promedió 8,8 puntos y 11,1 rebotes por partido, siendo incluido en el mejor quinteto defensivo y en el mejor de novatos de la liga. En marzo de 1989 fichó por Los Angeles Clippers, con los que únicamente disputó un minuto de juego en un único partido, son conseguir anotar.
Regresó a los Thunder, donde desarrollaría el resto de su carrera, jugando ocho temporadas, logrando los récords absolutos del equipo en partidos (385), rebotes (2.503) y tapones (338). Acabó además como el cuarto máximo reboteador de la historia de la liga, solo superado por Jerome Henderson, Ron Spivey y Willie Simms.

## Estadísticas de su carrera en la NBA

### Temporada regular
| Temporada | Edad | Equipo               | Liga | Pos. | P | TIT | MIN | TC  | TCA | %TC  | 3P  | 3PA | %3P | 2P  | 2PA | %2P  | TL  | TLA | %TL | R.OF. | R.DEF. | REB | ASIS | ROB | TAP | PER | FP  | PTS |
| 1988-89   | 23   | Los Angeles Clippers | NBA  | PF   | 1 | 0   | 1.0 | 0.0 | 1.0 | .000 | 0.0 | 0.0 |     | 0.0 | 1.0 | .000 | 0.0 | 0.0 |     | 0.0   | 0.0    | 0.0 | 0.0  | 0.0 | 0.0 | 0.0 | 0.0 | 0.0 |
| Total     |      |                      | NBA  |      | 1 | 0   | 1.0 | 0.0 | 1.0 | .000 | 0.0 | 0.0 |     | 0.0 | 1.0 | .000 | 0.0 | 0.0 |     | 0.0   | 0.0    | 0.0 | 0.0  | 0.0 | 0.0 | 0.0 | 0.0 | 0.0 |